# Helnæs-stenen
Helnæs-stenen er en runesten, fundet på halvøen Helnæs på Sydfyn i 1860. Den blev fundet ca. 100 skridt fra en gravhøj med et stensat gravkammer. Stenen lå på marken med runesiden opad; ikke dybere, end at ploven kunne nå den. Den blev optaget i brudstykker og desuden kløvet til ledstolper, men i dag mangler kun en del af toppen. Skolelærer C. P. Runge indberettede fundet til Oldsagskommissionen, og senere besøgte Frederik 7. stedet og sørgede for, at stykkerne kom til København. Stenen befinder sig nu på Nationalmuseet. Runestenen tilhører den ældste gruppe af runesten, som har størst udbredelse på Fyn og Sjælland. Dateringen baserer sig bl.a. på anvendelsen af de ældre runeformer for /h/ og /m/, samt anvendelsen af verbet fā (= male). Den tidsfæstes til 700- eller 800-tallet. 

## Indskrift
| Translitteration | rHuulfʀ sati stain nuʀa kuþi aft kuþuMut bruþursunu sin truknaþu --… ąuaiʀ faþi                                  |
| Transskription   | Hrōulfʀ satti stæin, {nuʀa} goði, æft Guðumund, brōðursun sinn. Druknaðu … Āvæiʀ fāði.                           |
| Oversættelse     | Roulv, {nuʀa}-gode, satte stenen efter Gudmund, sin brodersøn. De druknede … Åver malede (dvs. ristede runerne). |

Indskriften er ordnet i bustrofedon, begyndende i nederste venstre hjørne. Indskriften nævner goden Roulv, som også kendes fra tre andre fynske runesten, nemlig den nu forsvundne Avnslev-stenen fra det østlige Fyn, Flemløse-stenen 1 og Flemløse-stenen 2. De to sidstnævnte og Helnæs-stenen er rejst på det sydvestlige Fyn med få kilometers afstand. Ordet "gode" er afledt af goþ, guþ og betød "præst.